# Viola cephalonica
Viola cephalonica är en violväxtart som beskrevs av Joseph Friedrich Nicolaus Bornmüller. Viola cephalonica ingår i släktet violer, och familjen violväxter. Inga underarter finns listade i Catalogue of Life.